# Arthur Edward Grassett
Sir Arthur Edward Grassett, britanski general kanadskega rodu, * 1888, Toronto, Ontario, Kanada, † 1971.